# Svenljunga
Svenljunga est une localité de la commune de Svenljunga, dont elle est le chef-lieu, dans le comté de Västra Götaland en Suède.
Sa population était de 3730 habitants en 2019.